# Everspace 2
Everspace 2 ist eine Weltraum-Flugsimulation, die von dem Indie-Studio Rockfish Games entwickelt und am 6. April 2023 für Microsoft Windows veröffentlicht wurde. Sie stellt den direkten Nachfolger zu Everspace dar.
Am 15. August 2023 ist das Spiel auch für PlayStation 5 und Xbox Series erschienen.

## Spielprinzip
Everspace 2 ist ein reines Einzelspieler-Action-Rollenspiel im Weltraum. Verschiedene Sternensysteme können frei erkundet werden. Während der Missionen können Erfahrungspunkte und Ressourcen erbeutet werden, die zum Aufwerten des eigenen Raumschiffes verwendet werden können.

## Entwicklung
Das Spiel startete Januar 2021 als Early-Access-Spiel und wurde fortan laufend erweitert. Ab dem 21. Oktober 2021 wurde es in Xbox Game Pass aufgenommen. Am 6. April 2023 erschien das Spiel final.

## Rezeption
Im Gegensatz zu Star Citizen oder Elite: Dangerous verzichte Everspace 2 auf eine komplexe Steuerung. Im Vergleich zur Early-Access-Fassung habe sich das Spiel stark gesteigert. Zu den Stärken des Spiels gehören laut 4Players schicke Effekte, schnelle Manöver, harte Gegner. Die Einsätze seien jedoch zu austauschbar und die Erzählung über Standbild-Zwischensequenzen und vertonte Textfeld-Dialoge büße an Flair ein. Die Hintergrundgeschichte zeichne Welt und Bewohner nur schwach. Das Gameplay sei hingegen gut designt. Das Spiel kombiniere Elemente von Freelancer und Diablo.
Auf der Verkaufsplattform Steam dominierte Everspace 2 die Verkaufscharts und wurde von den Nutzern positiv aufgenommen. Es war 2019 das erfolgreichste deutsche Spiel bei Kickstarter.

### Auszeichnungen
- Deutscher Entwicklerpreis 2020: Most Wanted[13]
- Deutscher Computerspielpreis 2024: Bestes Deutsches Spiel[14]